# ウォルト・モーレー
ウォルト・モーレー（Walter (Walt) Morey、1907年2月3日 - 1992年1月12日、モーレイの表記もあり）は、アメリカ合衆国ワシントン州Hoquiam生まれの児童文学作家。
作家であると同時にボクサーでもあり、またダイバーでもあった。
1912年、オレゴン州ジャスパーの学校に通い始めたが、学校が好きな訳ではなかった。
1934年、彼は単板工場（veneer plant）で働き始め、絵筆工場でブラシを作る一方、森での仕事をした。
1934年7月8日、オレゴン州ポートランドで最初の妻ロザリンド・オグデン（Rosalind Ogden）と結婚。しかしロザリンドは1977年2月28日に死去し、1978年6月26日にペギー・キルバーン（Peggy Kilburn）と再婚。
初期には多くの短編をパルプ・マガジンに発表した。
人間と野生動物の関係を描いた17冊の本が出版されており、そのほとんどが大自然の中で自分自身を再発見する物語である。特に「熊と少年（w:Gentle Ben）」は、弟をなくした少年とアラスカグマとの交流を描いた児童文学作品で、映画化され、また同名のテレビシリーズにもなった。
1992年1月12日、オレゴン州Wilsonvilleで死去。

## 邦訳作品
- 「熊と少年」Gentle Ben （集英社）（後に「くまとマーク少年」というタイトルでドラマ化）
- 「雪原に吠える」 （集英社）
- 「狼犬カビク」 Kävik the Wolf Dog（集英社）